# Clemens Salesny

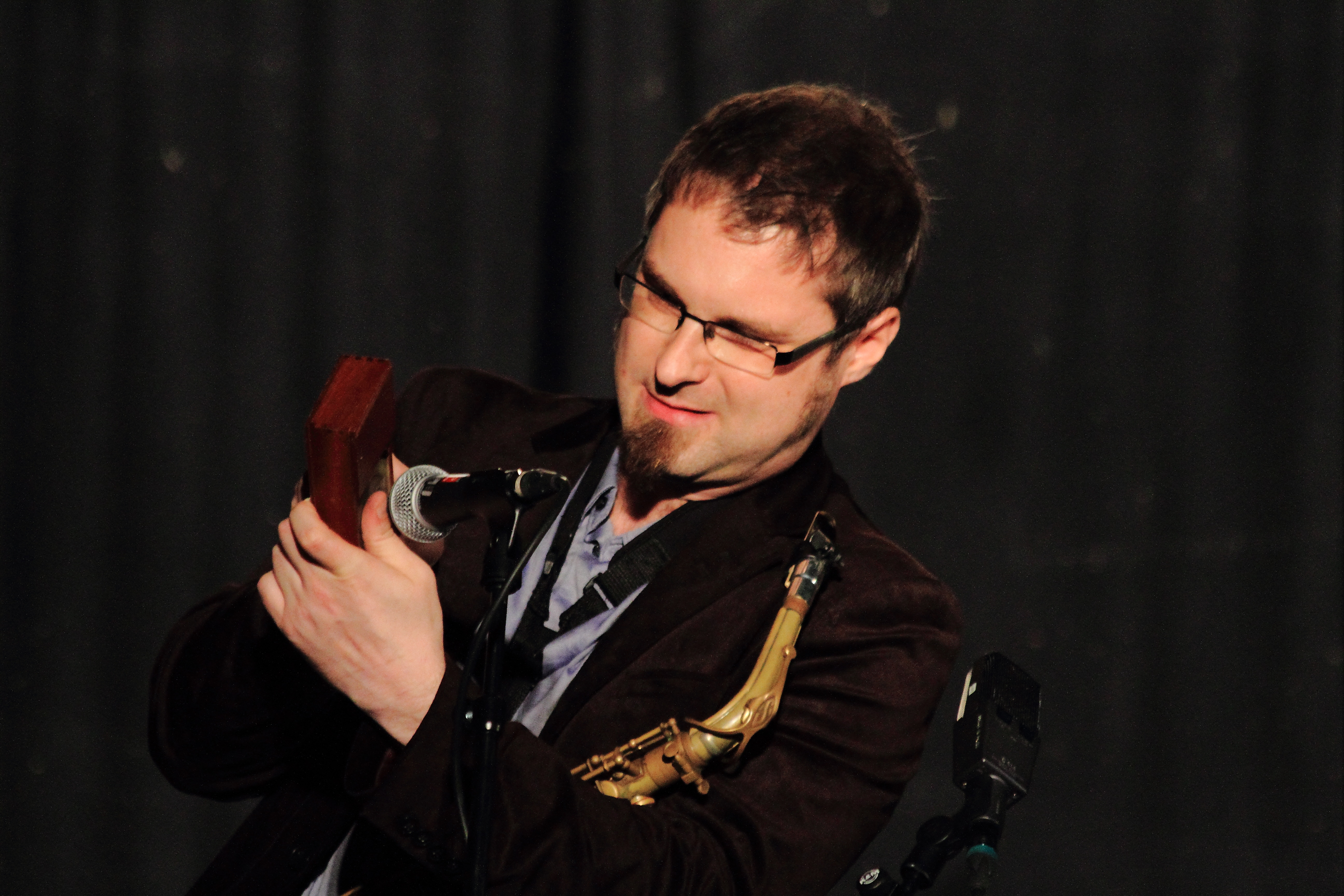
Clemens Salesny beim INNtöne Jazzfestival 2016

Clemens Salesny (* 15. Mai 1980 in Scheibbs, Niederösterreich) ist ein österreichischer Saxophonist und Klarinettist.

## Leben und Werk
1998 bis 2005 studierte Salesny Saxophon an der Universität für Musik und darstellende Kunst Wien bei Klaus Dickbauer und Wolfgang Puschnig. Von 2000 bis 2005 kam es zur Zusammenarbeit mit Bumi Fian; auch bildete er ein Duo mit dem Pianisten Clemens Wenger. Weiterhin spielte er im Quartett mit dem Vibraphonisten Woody Schabata, dem Kontrabassisten Raphael Preuschl und dem Trompeter/Flügelhornisten Herbert Joos.
2004 war er einer der Initiatoren der JazzWerkstatt Wien. Salesny arbeitete auch zusammen mit Steven Bernstein, Joe Zawinul, Oliver Lake, Sunny Murray, Fritz Novotny, Harry Pepl, Christian Mühlbachers Nouvelle Cuisine, Uli Scherer, Flip Philipp, Georg Breinschmids Mingus Project, Renald Deppe & die Wachauer Pestbläser, Concert Jazz Orchestra Vienna, Gansch & Roses, Wolfgang Reisinger, Andy Manndorff, Peter Herbert, Wolfgang Mitterer, Armin Pokorn, Jean-Paul Bourelly, Dick Griffin, Denis Colin Trio, Sabina Hank Orchestra, Takon Orchester, Vienna Improvisers Orchestra, Vincent Pongracz oder Bodo Hell.
Salesny lebt in Wien.

## Preise und Auszeichnungen
2001 erhielt Salesny das New York Stipendium des Hans Koller Preises. Beim „Austrian Young Lions“-Jazzwettbewerb 2002 belegte er den 2. Preis. 2005 wurde er mit dem „The Austrian Sound of Music“ – Förderpreis des BMAA ausgezeichnet. 2006 erhielt er als Newcomer des Jahres den angesehenen Hans-Koller-Preis mit der „JazzWerkstatt Wien“. Den Harry-Pepl-Preis erhielt er 2013.

## Diskographische Hinweise
- Clemens Salesny/Bumi Fian Quintett: Always Blue, 2004
- Paul Zauner Ensemble feat. Eddie Henderson: Association, 2004
- Clemens Salesny/Clemens Wenger: Die wilden Jahre, 2005
- Max Nagl: Quartier du Faisan, 2005
- Salesny/Schabata/Preuschl + Herbert Joos, 2007
- Clemens Salesny Electric Band: Live at JazzWerkstatt, 2008
- Harry Pepl & Clemens Salesny / Martin Bayer / Peter Primus Frosch / Agnes Heginger, 2015
- Salesny | Schabata | Preuschl | Joos Jekyll & Hyde, 2017

## Belege
1. ↑  Harry Pepl-Preis für den Altsaxophonisten Clemens Salesny, musicaustria.at 25. November 2013, abgerufen am 17. Oktober 2017.

| Personendaten    | Personendaten                                 |
| ---------------- | --------------------------------------------- |
| NAME             | Salesny, Clemens                              |
| KURZBESCHREIBUNG | österreichischer Saxophonist und Klarinettist |
| GEBURTSDATUM     | 15. Mai 1980                                  |
| GEBURTSORT       | Scheibbs, Niederösterreich                    |